# Fromage fort

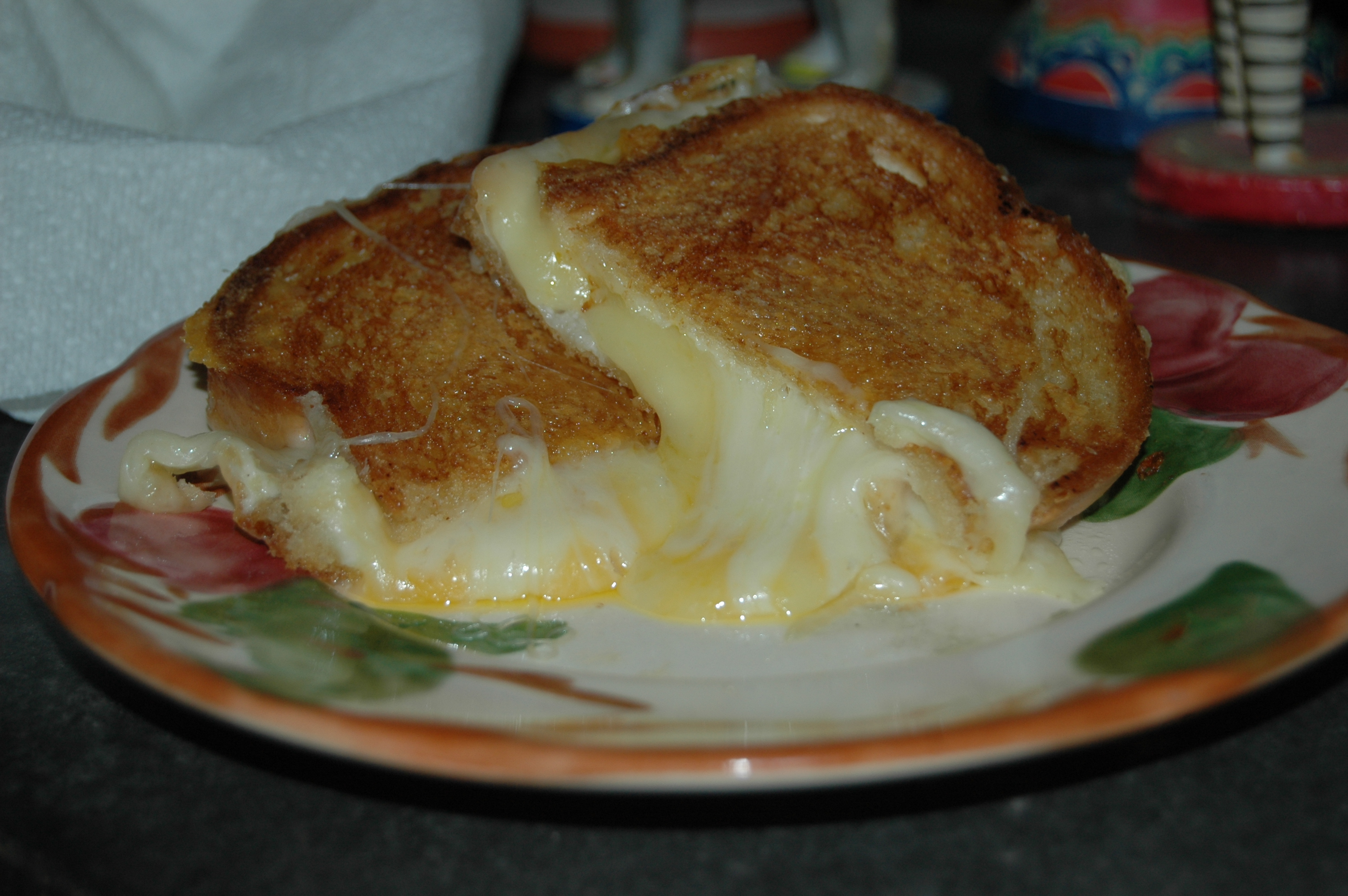
Confit d’Époisses mit Toastbrot

Fromage fort (deutsch: Starker im Sinne von geschmacksintensiver Käse) ist die Bezeichnung für Käsespezialitäten in Frankreich, die aus geriebenem Käse und Flüssigkeiten wie Öl, Schnaps, Wein oder Brühe hergestellt werden. Sie sind vor allem in Weinanbauregionen gebräuchlich.
Heute sind diese Spezialitäten häufig im Käsefachhandel erhältlich, sie werden – anders als früher – nicht mehr aus hart gewordenen Käseresten hergestellt. Geblieben ist jedoch die Verarbeitung teilweise alkoholhaltiger Flüssigkeiten und die Verpackung in Steinguttöpfen. Eine typische Spezialität ist Confit d’Époisses, der auf der Basis von Époisses hergestellt wird. Dieser Käse zählt zu den herzhaftesten Käsesorten mit gewaschener Rinde und wird durch diese Verarbeitungsweise milder.
Eine vergleichbare deutsche Spezialität ist Obatzter; im Gegensatz zum französischen Fromage fort darf dieser wegen der Verwendung roher Zwiebeln allerdings nicht reifen.